# 6241 Galante
6241 Galante eller 1989 TG är en asteroid i huvudbältet som upptäcktes den 4 oktober 1989 av San Vittore-observatoriet i Bologna. Den är uppkallad efter San Vittore-observatorietsägares fru, Maria Pia Galante.
Asteroiden har en diameter på ungefär 12 kilometer och den tillhör asteroidgruppen Eos.